# Emil Schult
Emil Schult, född 10 oktober 1946 i Dessau, Sovjetiska ockupationszonen, är en tysk konstnär, poet och musiker.
Emil Schult genomförde sin gymnasieutbildning i Crystal Lake, Illinois, USA, 1965 för att 1969 komma in på Kunstakademie Düsseldorf. Där hade han bland andra Joseph Beuys och Gerhard Richter som lärare, men hans främsta inspirationskälla verkar främst ha varit hans lärare Dieter Roth och hans hustru Dorothy Iannone.
Redan 1969 hade Schult utställningar i Berlin, Paris, Köln och Reykjavik. Han bodde ett halvår i Reykjavik tillsammans med Roth och Iannone. Hans produktion förutom måleri bestod till stor del av böcker som han tryckte upp i mindre upplagor och som han började ge ut redan första året på konstakademin. Böckerna innehåller serier, teckningar, collage och poesi.
I början av 1970-talet arbetade han på Joseph Beuys Free International University.
Någon gång kring 1973 blev han en del av bandet Kraftwerk, exempelvis spelade han gitarr i bandet under en kort period. I övrigt har han varit med och skrivit några av bandets mest välkända texter som Radio-Activity, Trans-Europe Express och The Model, och han står också bakom de flesta av bandets skivomslag. Tillsammans med Ralf och Florian har han skapat den speciella bildvärld som Kraftwerk omger sig med.
Efter årtiondet med Kraftwerk ägnade Schult sig åter åt sin målning. Han målar framför allt med den så kallade 'bakom glas tekniken' (reverse glass painting) som är en gammal kinesisk teknik.
1997 släppte han den 16 minuter långa singeln Elektronisches Mosaik tillsammans med Lothar Manteuffel (som även spelar tillsammans med Karl Bartos i bandet Electric Musik). Som musiker har han även spelat med gruppen Wally Badarou som släppte albumet Words of a Mountain 1989.
2017 grundade han tillsammans med Emma Nilsson Transhuman Art Critics. Sedan 2019 är även Lothar Manteuffel och Max Dax en del av musikprojektet.

## Verkförteckning

### Utställningar
se Emil Schults webbsida 

### Böcker (urval)
- 1969 - Das war mal ein Gästebuch.
- 1969 - A Book Of Man. Connected Drawings.
- 1970 - A Book Of Man. Connected memories.
- 1974 - Gesichter, Visages, Köppe, Faces, Capites, Heilabrot, Edition Hansjörg Mayer
- 1976 - Konzept-Didaktik, (tillsammans med Peter Rech)
- 1977 - Liederheft. 10 Lieder, Gute Zeiten Musikverlag, Edition von 100
- 1979 - Liederheft. Guten Morgen Schöne Blume. 10 Lieder, Gute Zeiten Musikverlag, Edition von 100
- 1986 - Spiele mit Kunst - Kunst-Spiele, (tillsammans med Heiner Müller, Peter Rech och Notburga Rech)
- 1999 - Testbilder 1999
- 2012 - Emil Schult, Karlheinz Stockhausen: Symbolik einer Krypta, mit dvd “50 Klangbilder” von Karlheinz Stockhausen, Droste Verlag, Düsseldorf
- 2017 - FLUXUS to FUTURE. Works 1967–2017, Ed. Emma Nilsson, Transhuman Art Critics Publishing, Düsseldorf

### Singel
- 1997 - Elektronisches Mosaik